# Marina di Gioiosa Ionica
Marina di Gioiosa Ionica é uma comuna italiana da região da Calábria, província de Reggio Calabria, com cerca de 6.436 habitantes. Estende-se por uma área de 15 km², tendo uma densidade populacional de 429 hab/km². Faz fronteira com Gioiosa Ionica, Grotteria, Roccella Ionica.

## Demografia
| Variação demográfica do município entre 1861 e 2011                               |
|                                                                                   |
| Fonte: Istituto Nazionale di Statistica (ISTAT) - Elaboração gráfica da Wikipedia |